# El mundo conocido
El mundo conocido es una novela histórica de 2003 de Edward P. Jones. Ambientada en Virginia durante la era anterior a la Guerra de Secesión, examina las cuestiones relativas a la propiedad de esclavos negros por parte de estadounidenses blancos y negros.
El libro fue publicado con gran éxito, y The New York Times elogió su trama y prosa, así como su capacidad para entrelazar historias dentro de historias.
La narración de El mundo conocido acontece desde la perspectiva de una figura omnisciente que no emite juicios.  Esto permite al lector experimentar la historia sin prejuicios. 

## Antecedentes
Jones trabajó en la revista Tax Notes, con sede en Arlington, Virginia, a partir de 1983. Allí resumió noticias y artículos de páginas editoriales y trabajó como corrector de pruebas. A principios de la década de 1990 comenzó a trabajar en lo que se convertiría en El mundo conocido. Pasó diez años formando la narrativa en mente. Al tomar unas vacaciones de cinco semanas de Tax Notes a finales de 2001, finalmente comenzó a escribir su historia. Terminó el primer borrador en dos meses y medio. Durante sus vacaciones, se enteró de que su puesto en la revista era uno de los muchos que se eliminarían a principios de 2002. Continuó escribiendo y revisando su manuscrito, viviendo de su indemnización y pago de vacaciones antes de cobrar el desempleo. 
Cuando se le preguntó durante una entrevista, dirigida por Robert Fleming y Jeff Zalesky, sobre la fuente de la idea de El mundo conocido, Jones reveló que surgió de un libro que había leído sobre "un judío que se había unido a los nazis durante la Segunda Guerra Mundial. En la universidad me encontré con un libro que hablaba de que los negros tenían esclavos, y fue un shock, y la idea de ello." 
Jones le dijo a Robert Fleming de Publishers Weekly: "Mi objetivo era ser objetivo, no poner mucha emoción en esto, mostrar todo de manera práctica... En un caso como este, no levantes la voz, simplemente expone tu caso y eso es más que suficiente." 
La premisa básica del libro se basa en los hechos: algunos negros libres poseían a otros negros como esclavos en los Estados Unidos anteriores a la Guerra Civil. En 1830, las cifras del censo muestran que los negros libres poseían esclavos en al menos cuatro estados: Luisiana, Maryland, Carolina del Sur y Virginia. Estos negros libres poseían al menos 10.000 esclavos en total, la mayoría concentrados en Luisiana.  Treinta años después, mientras que la gran mayoría de las aproximadamente 385.000 personas identificadas como propietarios de esclavos eran blancas, los negros libres seguían siendo propietarios de esclavos. En los estados donde la esclavitud era legal en 1860, había alrededor de cuatro millones de negros, y sólo unos 270 000 eran libres. 

## Título
El título de la obra hace referencia a la leyenda de un mapa de 300 años de antigüedad que se encuentra colgado en la cárcel del sheriff John Skiffington (después de que su esposa se negó a tenerlo en la casa). Broussard, el francés que retiene en la celda, acusado de asesinato, se ofrece a conseguirle uno mejor, un “mapa de hoy, cómo el mundo está hoy, no ayer, no hace mucho”, para reemplazar el grabado en madera inexacto y amarillento. "Estoy contento con lo que obtuve", dice Skiffington. Lo que tiene es una visión anticuada del mundo, que se lee como una pequeña broma dentro de una novela histórica como ésta. 

## Trama
La novela comienza la noche de la muerte de Henry Townsend a la edad de 31 años. Es un propietario de esclavos en Virginia, en 1855. La narrativa retrocede en el tiempo para proporcionar un contexto a los personajes y avanza en el tiempo para revelar los destinos de los mismos, a veces extendiéndose hacia el futuro para contar las historias de sus descendientes mucho después de la abolición de la esclavitud. Este libre movimiento temporal explora la complejidad y el legado de la esclavitud abarcando varios personajes, tanto esclavos como sus dueños. 
Henry Townsend posee 33 esclavos en el ficticio condado de Mánchester, Virginia. Nació en la esclavitud. Su padre, Augustus Townsend, pudo comprar su propia libertad y más tarde la de su esposa; Augustus finalmente también logró liberar a Henry, pero solo después de que Henry había vivido en la plantación de William Robbins durante la mayor parte de su infancia. Henry comenzó a admirar a William, trabajó como su mozo de cuadra y zapatero, y William confiaba en él. William tenía una familia blanca con su esposa y una familia negra con su amante. Se preocupaba por su hijo negro, Louis, y su hija negra, Dora, pero esperaba que Henry pudiera cuidar de ellos como él no podía hacerlo.
La relación de Henry con sus padres se torna tensa después de que él revela que ha ahorrado suficiente dinero para comprar a su primer esclavo, Moses. Sus padres no pueden entender cómo pudo elegir ser propietario de esclavos, y Augustus le prohíbe visitar su casa. Cuando Augustus visita a Henry, se niega a permanecer bajo el mismo techo y prefiere dormir en una cabaña de esclavos. Henry recurre a William en busca de guía a lo largo de su vida, en lugar de apelar a Augustus. William, por su parte, está feliz de guiar a Henry, especialmente en cuestiones relacionadas con el ser un amo de esclavos. 
En el momento inicial de la narración, la esposa de Henry, Caldonia, está devastada por su muerte. Se apoya en una red de familiares y amigos que incluye a su ex maestra, Fern Elston; su madre; y Calvin, su hermano gemelo. Calvin se molesta cuando se da cuenta de que Caldonia no liberará a sus esclavos tras la muerte de Henry. La madre de Caldonia, Maude, no está de acuerdo; ella insiste en que Caldonia proteja su “legado”, sugiriendo que Caldonia compre un seguro para sus esclavos. Caldonia rechaza esta idea hasta que sus esclavos empiezan a huir.
El supervisor de Henry, Moses, está presente en las escenas iniciales y finales de la novela. Cuando Henry compró a Moses, su relación era más semejante a una entre pares que entre un amo y un esclavo, pero esta dinámica cambió después de que William le aconsejó a Henry que actuara más como un amo. Después de la muerte de Henry, Moses se acerca a Caldonia y la visita todas las noches para traerle noticias de la plantación. Sus conversaciones se vuelven más largas y finalmente comienzan a tener relaciones sexuales. Moses espera convertirse en su próximo marido, por lo que anima a su esposa, Priscilla, y a su hijo, Jamie, a escapar con otra esclava, Alice, diciendo que se unirá a ellos más tarde.  Cuando Moses se da percata de que su sueño de convertirse en dueño de la plantación nunca se materializará, huye también, sólo para ser capturado y lisiado por los vigilantes de esclavos, quienes lo devuelven a la plantación. La novela termina con una carta que Calvin le escribe a Caldonia en 1861. Le dice que ahora vive en Washington D. C. con muchos antiguos esclavos que huyeron y ahora viven libres. Ha vuelto a encontrarse con Alice y Priscilla, y no se parecen en nada a lo que eran antes. Se siente honrado de estar en su presencia y espera que no lo echen del hotel en el que se hospeda, del cual son propietarios. Alice es ahora una artista que ha creado dos poderosos tapices, uno que representa todo el condado de Mánchester y el otro que detalla toda la plantación y todos los que vivieron en ella, tanto vivos como muertos. “El rostro de cada persona”, escribe Calvin, “incluido el tuyo, se levanta como para mirar a los ojos de Dios”.

## Personajes
- Henry Townsend: el catalizador de los acontecimientos de la historia. Es un hombre negro libre que anteriormente fue un esclavo y que luego dirige una plantación y es dueño de esclavos. William Robbins fue su propietario y siente afecto por él, incluso después de que sus padres compraron su libertad cuando era joven. Henry permanece cercano a Robbins y pasa mucho tiempo en la plantación después de su liberación. Robbins le brinda asesoramiento financiero y lo ayuda a convertirse en propietario de tierras y esclavos. Se casa con Caldonia y la pareja tiene un matrimonio feliz hasta que Henry muere tras una breve enfermedad a la edad de treinta y un años.
- Augustus: el padre de Henry. Trabajó y logró la libertad para él y su familia. Sin embargo, años después, es capturado y muere tras negarse a ser esclavizado nuevamente.
- Mildred: esposa de Augustus y madre de Henry. Trabajó en la plantación de William Robbins. Su marido la compró a Robbins cuando ella tenía veintiséis años. Está preocupada por los conflictos entre su marido y su hijo, pero comparte muchas de las preocupaciones de Augustus sobre la relación de Henry con Robbins.
- Ritaː una esclava en la plantación de William Robbins. Cuida de Henry después de que Augustus compra la libertad de Mildred. Insiste en ir con los Townsend cuando recogen a Henry después de comprar su libertad. Augustus la saca de contrabando de Virginia en una caja de bastones que envía a Nueva York.
- Caldonia: una mujer negra libre, se casa con Henry después de un breve noviazgo, pero Henry muere y la deja a cargo de la plantación, un trabajo para el que no está preparada.
- Calvinː hermano gemelo de Caldonia, un hombre negro nacido libre. Ama y ayuda a su hermana durante sus crisis quedándose con ella. También tiene sentimientos de amor prohibidos por Louis Cartwright. Aunque quiere mudarse a la ciudad de Nueva York, pasa gran parte de su vida viviendo y cuidando a su exigente y enferma madre. Finalmente se muda a Washington D. C., donde encuentra a Alice y Priscilla viviendo en libertad como propietarias de un hotel.
- Maudeː la madre negra libre de Caldonia y Calvin. Al igual que su hija, Maude es dueña de esclavos. Mata a su marido, Tilmon Newman, envenenándolo,  porque iba a liberar a los esclavos de la familia. Si bien Maude apoya a su hija, insiste en que Caldonia conserve la propiedad de los esclavos de la familia.
- William Robbins: un dueño de esclavos propietario de Augustus y su familia, se interesa especialmente por Henry y lo educa en sus negocios.
- Moses: la primera persona negra esclavizada de Henry. Se convierte en supervisor. Tiene finalmente una aventura con Caldonia, lo que lo lleva luego a escapar y sufrir castigo.
- Priscillaː una esclava propiedad de Henry Townsend. Está casada con Moses y es madre de su hijo Jamie. Trabaja en el campo y le preocupa que su marido esté teniendo una aventura con Loretta. Priscilla se confunde cuando Moses quiere que se lleve a Jamie y se vaya con Alice, pero termina en Washington D. C. como copropietaria de un hotel.
- Loretta es la doncella personal de Caldonia, que llegó con su matrimonio con Henry. Cuando Moses amenaza físicamente a Caldonia, Loretta la protege amenazándolo con un cuchillo.
- Philomena: una esclava adolescente comprada por William Robbins. Se convierte en su amante y en la madre de sus dos hijos. Robbins ama a Philomena más que a su esposa blanca. Le otorga la libertad y compra de la esclavitud a algunos miembros de su familia. La instala en su propia casa en el condado de Mánchester. Philomena huye a Richmond varias veces, pero Robbins la encuentra y la trae de regreso.
- Doraː hija de Philomena y William Robbins. Su padre la adora. Dora y Caldonia son amigas.
- Louisː segundo hijo de Philomena y William Robbins. Su padre lo ama y esos sentimientos son correspondidos. Calvin tiene sentimientos sexuales hacia Louis, pero nunca los revela porque sabe que no son compartidos. Se casa con Caldonia después de la muerte de Henry.
- Sophie: esclava en la plantación de Robert Colfax. Los relatos de Sophie sobre Richmond y su grandeza incitan a Philomena a huir allí varias veces. Después de que Robbins le da libertad a Philomena y le compra una casa, Philomena insiste en que Robbins compre a Sophie.
- Bennettː un esclavo en la plantación Townsend. Trabaja en la cocina con Zeddie y, a veces, va a buscar al sheriff en tiempos de crisis.
- Boydː un niño esclavo en la plantación Townsend. Durante un tiempo, él y Grant tienen el mismo sueño en noches diferentes.
- Jean Broussardː traficante de esclavos francés que está encarcelado en el condado de Mánchester bajo sospecha del asesinato de su socio, Alm Jorgensen. Antes de ser declarado culpable y ejecutado, Broussard vende a Moses a William Robbins.
- Celesteː una esclava propiedad de Henry Townsend que camina cojeando claramente. Es la esposa de Elias y madre de Tessie, Grant y Ellwood. Es una mujer amorosa que cuida de Moses luego de su regreso, a pesar de que él la hizo trabajar un día cuando ella estaba enferma y embarazada de seis meses, lo que le provocó la pérdida del bebé (llamado Lucinda). Celeste quiere que su marido sea cauteloso cuando habla con el sheriff sobre Moses, pero también desea libertad para ella y su familia.
- Eliasː un esclavo en la plantación de Townsend que intenta huir, pero lo traen de regreso y le cortan parcialmente una oreja. Finalmente se casa con Celeste y la pareja tiene tres hijos. Le gusta tallar objetos en madera, como peines para su esposa y una muñeca para su hija. Tiene desacuerdos con Moses en varias ocasiones después de la muerte de Henry. Cuando Moses huye, se convierte en el nuevo supervisor de la plantación. Al igual que Moses, quiere ser libre con su esposa e hijos, pero está dispuesto a esperar hasta que llegue el momento adecuado.
- Ellwoodː es el hijo pequeño de Elias y Celeste.
- Clement es un esclavo en la plantación Townsend. Está involucrado con Gloria y golpea a Stamford cuando no la deja en paz. Clemente y Gloria huyen casi al mismo tiempo que Moses. Al contrario de Moses, logran escapar.
- Robert Colfax es un rico terrateniente del condado de Mánchester, propietario de 97 esclavos y amigo de William Robbins.
- Colleyːuna esclava propiedad de Fern.
- Darcyː un traficante de esclavos que compra a Augustus al patrullero Harvey Travis. Vende a Augustus en Georgia.
- Doloresː una niña esclava en la plantación Townsend.
- Patrickː un niño esclavo en la plantación Townsend. Es el hermano menor de Dolores.
- Delphieː una esclava en la plantación Townsend. Tiene una hija llamada Cassandra y comparte la cabaña con su hija y Alice. Delphie se casa con Stamford.
- Stamfordː un esclavo de 40 años que pertenece a Henry Townsend. Él cree que estar con una mujer mucho más joven ("cosa joven") es la forma de sobrevivir a la esclavitud. Conmovido por una experiencia cercana a la muerte en una tormenta, se transforma en Stamford Crow Blueberry y finalmente funda el Hogar Richmond para huérfanos de color.
- Fern Elstonː una mujer negra libre que podría pasar por blanca si así lo deseara. Posee esclavos y trabaja como maestra. Ha educado a muchos de los negros libres del condado de Mánchester, incluidos Dora, Louis, Caldonia, Calvin y Henry. Tiene una relación cercana con Caldonia y permanece con ella en tiempos de crisis. Tiene un matrimonio problemático con Ramsey Elston, quien a menudo sale a jugar, aunque intenta ser una "esposa obediente" para él. La supuesta deuda de Ramsey con Jebediah Dickinson genera más problemas para Fern, quien descubre que Ramsey le ha sido infiel. Más tarde, se casa dos veces más, una con un ex esclavo que tuvo a sus dos hijos.
- Ramsey Elstonː el marido de Fern, un hombre negro libre. Es un jugador y un bebedor. Si bien espera que Fern sea obediente, a menudo se dedica a apostar
- Jebediah Dickinsonː un hombre negro que dice ser libre, pero cuyo dueño, el reverendo Mann, afirma que falsificó sus documentos. Jebediah aparece en la casa de Fern exigiendo 500 dólares que, según dice, Ramsey le debe por una deuda de juego. Fern se niega a pagar la supuesta deuda, pero finalmente le compra Jebediah a Mann. Aunque Jebedías trabaja como su esclavo por un tiempo, ella lo libera. Es a través de Jebediah que Fern se entera de que su marido probablemente le ha sido infiel.
- Anderson Frazierː es un escritor blanco de Canadá que entrevista a Fern en 1881. Escribe folletos sobre Estados Unidos y le pide información sobre el Sur, los propietarios de esclavos negros libres, Henry Townsend y otros temas
- Aliceː una esclava propiedad de Henry Townsend. Aunque es una gran trabajadora, generalmente se considera no está completamente cuerda porque una vez una mula le dio una patada en la cabeza. La mayoría de las noches deambula por la plantación y sus alrededores, cantando frases una y otra vez. Alice se encuentra con Moses varias veces cuando yace desnudo solo en el bosque. Moses finalmente se da cuenta de que Alice no está loca en absoluto, sino que simplemente finge. Él hace arreglos para que Alice escape con Priscilla y Jamie hacia la libertad. Van a Washington D. C., donde Alice y Priscilla son copropietarias de un hotel. Alice crea una obra de arte que es un mapa detallado del condado de Mánchester.
- Gilly Pattersonː fue sheriff del condado de Mánchester antes que John Skiffington. También es tío de Winifred, quien se casa con Skiffington, entonces ayudante del sheriff de Patterson. William Robbins obliga a Gilly a dejar su oficina y luego regresa a Inglaterra, el país natal de su familia.
- El abogado Skiffingtonː primo de John Skiffington, que vive en Carolina del Norte. Asiste a la boda de John con Winifred y les presenta a Minerva como regalo de bodas. Más tarde pierde a su familia, a todos sus esclavos y gran parte de sus propiedades después de que una epidemia de viruela arrasa su plantación. Emprende un viaje por todo el país, lo que lo lleva a través de Georgia, Luisiana y Texas. Aunque se lo cree muerto, aparece más tarde en el condado de Mánchester, donde John lo acepta como su ayudante del sheriff. John considera que el abogado es perezoso en sus deberes. El abogado lo mata con el rifle de Mildred y encubre su crimen.
- Belleː la esposa del abogado. Muere en la epidemia de viruela.
- John Skiffingtonː trabaja primero como sheriff adjunto y luego como sheriff del condado de Mánchester. Intenta ser lo más justo posible tanto con los blancos como con los negros libres, pero a menudo encuentra su posición desafiada y, a veces, lee la Biblia en momentos de estrés. Tratar con sus vigilantes le causa muchos problemas. Skiffington se casa con Winifred, la sobrina del sheriff del que fue ayudante y, al igual que su esposa nacida en Filadelfia, está preocupado por el regalo de bodas de una esclava, Minerva, que su primo el abogado le regala. Skiffington no quiere tener esclavos.
- Winifredː sobrina de Gilly Patterson y esposa de John Skiffington. Nació y creció en Filadelfia.
- Minervaː la niña esclava que Counsel y Belle Skiffington le dieron a John Skiffington y Winifred el día de su boda, cuando ella tenía nueve años. Los Skiffington no la tratan como a una esclava sino más bien como a una hija. A John le preocupan los sentimientos sexuales que desarrolla hacia ella cuando ella es una adolescente. Minerva finalmente acompaña a Winifred a Filadelfia después de la muerte de John.
- Carl Skiffingtonː el padre de John Skiffington. Carl trabajó como capataz de esclavos en Carolina del Norte, pero después de la muerte de su esposa, él y su hijo adulto se mudaron a Virginia. Carl se convierte en predicador y vive con su hijo después de que John se casa con Winifred.
- Oden: un indio cheroqui que trabaja como vigilante con Harvey -su cuñado- y Barnum. A menudo se pone del lado de Harvey en las disputas, ayudando, por ejemplo, en la venta de Augustus. Inflige castigos a los esclavos, cortándole parte de la oreja a Elías después de que éste huye y cortándole el tendón de Aquiles a Moses.
- Harvey Travis: un granjero blanco pobre que trabaja como vigilante. Está casado con la hermana de Oden, con quien tiene varios hijos. Suele ser cruel con los esclavos que encuentra. Elimina los papeles de liberto de Augustus y lo vende a Darcy, un tratante de esclavos.
- Barnumː un granjero blanco pobre que trabaja como vigilante. Tiene un problema con la bebida. Quiere intervenir cuando los vigilantes hacen algo malo, como cuando venden a Augustus, pero no interfiere. Se va cuando Oden le corta el tendón de Aquiles a Moses. Se lleva a su familia a Misuri, donde muere.

## Recepción
El crítico de Kirkus Reviews comentó: "Las primeras cien páginas son desalentadoras, ya que el lector se esfuerza por ordenar los personajes que inicialmente vislumbra rápidamente y absorber el manejo que hace Jones de la información histórica (que prácticamente nunca se siente molesta u opresiva, gracias a su prosa elocuente y su palpable gran seriedad)." 
Haciéndose eco de este sentimiento, Trudier Harris-Lopez de Crisis encontró que la novela estaba estancada y cree que se podrían eliminar al menos cien páginas del texto: "Todas las cosas que encontré interesantes de la novela quedaron subsumidas por la exasperación de tener que analizar tantos detalles sobre personajes secundarios". 
Si bien Susannah Meadows, crítica de Newsweek, elogió la narración de Jones, también escribió: "El misterio humano que impulsa la narrativa es la cuestión de cómo un hombre liberado podría poseer a otro, y Jones nunca resuelve del todo el enigma del extraño parentesco espiritual de Henry con su antiguo maestro."  
Jonathan Yardley, The Washington Post,  opinó que se trata de "la mejor nueva obra de ficción estadounidense que ha pasado por mi escritorio en años [...] El mundo conocido se aventura en lugares previamente descubiertos y arroja sobre ellos una luz que es a la vez deslumbrantemente brillante y extraordinariamente cálida". 
Valerie Martin destacó en The Guardian queː "Un gran logro de la novela [...] es la circunscripción de su visión moral, que sitúa la lucha entre el bien y el mal no en las vicisitudes del diabólico sistema esclavista del sur de Estados Unidos, sino dentro de la conciencia de cada uno. persona, blanca o negra, esclava o libre, que intenta prosperar dentro de ese sistema que adormece el alma. No hay verdaderos héroes o heroínas en el populoso mundo de esta novela, ni tampoco villanos absolutos, aunque hay muchos que no logran vivir honorablemente a pesar de las mejores intenciones." 

## Premios y nominaciones
La novela ganó el Premio del Círculo Nacional de Críticos de Libros y el Premio Pulitzer de Ficción en 2004.   En 2005, ganó el Premio Literario Internacional de Dublín, uno de los premios literarios más importantes para una novela en lengua inglesa.  Fue finalista del Premio Nacional del Libro 2003. 
En 2009, el sitio web The Millions encuestó a 48 críticos, escritores y editores; el panel votó El mundo conocido como la segunda mejor novela desde 2000.  En 2015, la BBC encuestó a críticos estadounidenses y clasificó a The Known World como "la segunda mejor novela del siglo XXI hasta ahora".  

## Otras lecturas
- Ryan, Tim A. (2008). «Mapping the Unrepresentable: Slavery Fiction in the New Millennium». Calls and Responses: The American Novel of Slavery since Gone with the Wind. Baton Rouge: Louisiana State University Press. pp. 185-208. ISBN 978-0-8071-3322-4.
- T. H. Breen y Stephen Innes, "Myne Owne Ground": Race and Freedom on Virginia's Eastern Shore, 1640-1676, Oxford University Press, ISBN 0195175379